# Horka u Staré Paky
Pour les articles homonymes, voir Horka (homonymie).
Horka u Staré Paky (en allemand : Falgendorf, de 1939 à 1945 : Falkendorf) est une commune du district de Semily, dans la région de Liberec, en République tchèque. Sa population s'élevait à 234 habitants en 2021.

## Géographie
Horka u Staré Paky se trouve à 20 km au sud-est de Semily, à 46 km au sud-est de Liberec et à 96 km au nord-est de Prague.
La commune est limitée par Roztoky u Jilemnice et Studenec au nord, par Čistá u Horek à l'est, par Vidochov au sud et par Levínská Olešnice à l'ouest.

## Histoire
La première mention écrite de la localité date de 1823.

## Administration
La commune se compose de deux sections :
- Horka u Staré Paky ;
- Nedaříž.

## Galerie

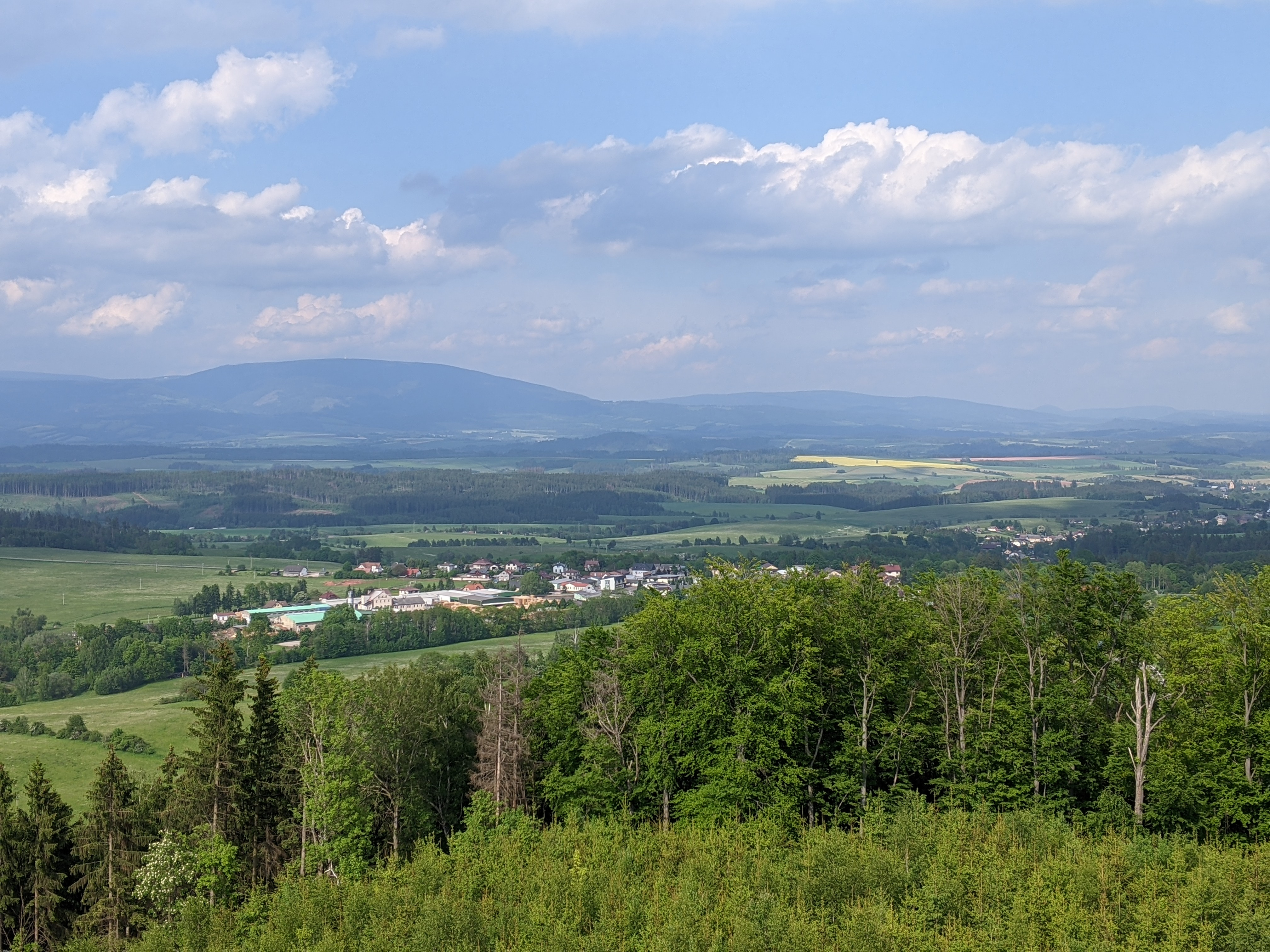
Monts des Géants et leurs contreforts.
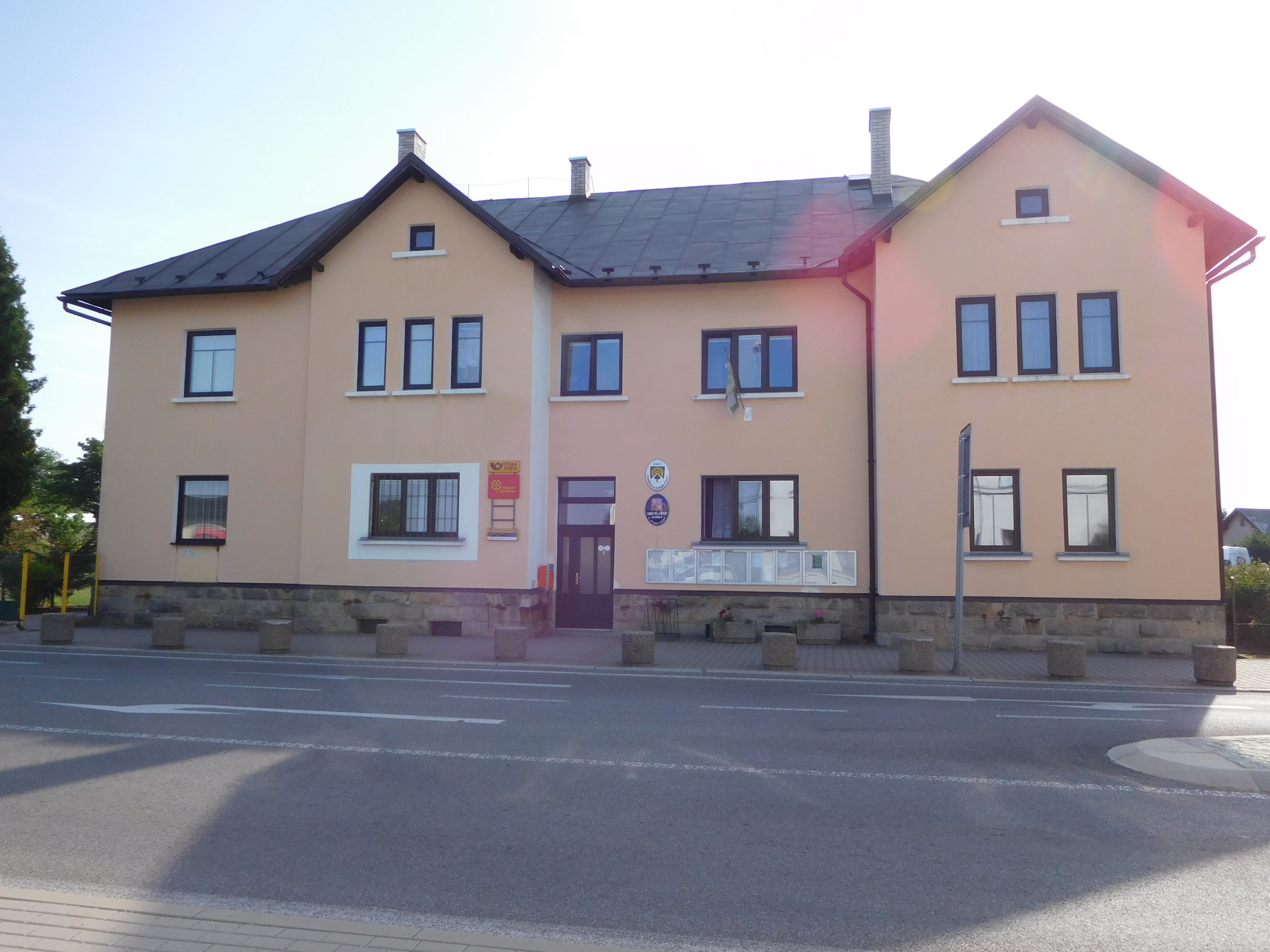
Mairie de Horka u Staré Paky.

## Transports
Par la route, Horka u Staré Paky se trouve à 6 km de Nová Paka, à 24 km de Semily, à 64 km de Liberec et à 117 km de Prague.